# OMENS OF LOVE
「OMENS OF LOVE」（オーメンズ・オヴ・ラヴ）は、THE SQUARE（現・T-SQUARE）が1985年6月21日にリリースした12インチシングル。同年4月1日にリリースされたアルバム『R・E・S・O・R・T』からシングルカットされた。

## 概要
スクェアの当時のキーボーディスト・和泉宏隆が作曲、リリースされた10thアルバム『R・E・S・O・R・T』1曲目収録曲。同アルバムから、スクェアのリーダーでギタリストの安藤まさひろが作曲した「PRIME」が「OMENS OF LOVE」同様に12インチシングルとしてシングルカットされ、「OMENS OF LOVE」は『R・E・S・O・R・T』から2枚目のシングルカットとなる。1枚目のシングルカットである「PRIME」はアルバム『R・E・S・O・R・T』と同日発売。
シングルヴァージョンは『R・E・S・O・R・T』収録と同ヴァージョンである。B面「STIMULATOR〜FEEL ALRIGHT」は、『R・E・S・O・R・T』収録曲である「STIMULATOR」（田中豊雪作曲）と「FEEL ALRIGHT」（安藤まさひろ作曲）をつなげた楽曲だが、1曲につなげた点を除けば『R・E・S・O・R・T』収録と同ヴァージョン。
スクェアのライブでよく演奏され、「TRUTH」が発表されるまではスクェアの代表曲の一つとして広く知られた。以後もライブで演奏される機会は多く、ライブDVDに収録されている。
吹奏楽編成やエレクトーン向に編曲され定番曲となっており（吹奏楽アレンジについては後述）、オリジナルアレンジには公式なタイアップは無かったが（1992年に発表された企画アルバム『CLASSICS』に収録されたオーケストラアレンジはテレビドラマ『放課後』の主題歌に採用された）、TVやラジオ番組オープニングやBGMとして頻繁に使用。江戸川競艇場の周回展示や航空自衛隊・アクロバットチーム「ブルーインパルス」の演技の曲にも使われている。

### ウィンク・キラー
本作は元々歌詞のないインストゥルメンタルであるが、作詞家の松本隆が「ウィンク・キラー」というタイトルで歌詞を書き、野村宏伸のデビューシングルとして同年7月に発表（CBS・ソニー、07SH-2002）。小泉今日子も同時期にアルバム『Flapper』（ビクター、SJX-30271）で歌唱した（野村バージョンは男性目線、小泉バージョンは女性目線の歌詞となっている）。小泉のライブでは、ブラスロック・バンドTOPSがバックバンドとして参加した。

### 吹奏楽アレンジ
当該シングルの収録曲の一つである「OMENS OF LOVE」は、スクェアのオリジナルと共に、『オーメンズ・オブ・ラブ』として、真島俊夫の編曲による吹奏楽アレンジが広く知られている。初出の音源は『New Sounds In Brass '86』（1986年、東芝、TA-72135）に収録されている（演奏は東京佼成ウインドオーケストラ）。伊東たけしがゲストで参加した『New Sounds In Brass』シリーズ25周年企画の『New Sounds Special』（1997年）に、新録音版が収録されている。その他、同シリーズの各種ベスト盤などにも収録されている。
本アレンジは、同じくTHE SQUAREの楽曲の吹奏楽アレンジである「宝島」（オリジナルは『S・P・O・R・T・S』収録。本曲も和泉の作曲である）と並んで、真島俊夫の編曲家としての評価を確立させた楽曲となり、岩井直溥は「『オーメンズ・オブ・ラヴ』で、いわゆるシンフォニック・ポップスともいうべき彼ならではのアレンジを完成させ、『宝島』で大爆発する」「この2曲は、いまでも日本中で演奏されているロング・ヒット・スコアで、聞いたところによると、真島くんのオリジナル曲だと錯覚している若い人たちもいるらしい」〔ママ〕と評している。

## 収録曲
1. OMENS OF LOVE - 和泉宏隆作曲
2. STIMULATOR〜FEEL ALRIGHT - 田中豊雪・安藤まさひろ作曲

## 収録アルバム
楽曲「OMENS OF LOVE」が収録されているアルバム。THE SQUARE→T-SQUARE、および和泉宏隆参加作品のみ記す。
- THE SQUARE『R・E・S・O・R・T』（1985年4月1日発売）
  - オリジナルヴァージョン。
  - 後にTBSラジオ・JRN『ニュースマガジン→土曜ニュースプラザ』『日曜ニュースプラザ』でもテーマ曲として1999年まで使われた。
  - テレビ東京『ザ・スターボウリング』のオープニングテーマとして(時期不詳)。
  - 読売テレビ『週刊トラトラタイガース』のオープニングテーマとして(時期不詳)。
  - KBS京都『山口進のと・き・め・き・5』『ベストヒット歌謡曲』内コーナー「ハイランドエアーメール」（後者番組では後に「ベストポップ１０」と改称）のオープニングテーマとして（時期不詳）。なおどちらの番組においても高島屋の1社提供。
- THE SQUARE『THE SQUARE LIVE』（1985年8月2日発売）
  - ライヴアルバムであるが、当時はLD、ビデオでも発売された。現在はDVD化された『VISUAL ANTHOLOGY Vol.I』（2005年12月21日発売）に収録され、見ることができる。
- T-SQUARE『F-1 GRAND PRIX』（1989年10月8日発売）
  - ベストアルバム。
- T-SQUARE & ROYAL PHILHARMONIC ORCHESTRA『CLASSICS』（1992年11月1日発売）
  - クラシック調にアレンジされている。フジテレビ系列ドラマ『放課後』のテーマ曲に採用された。
- THE SQUARE/T-SQUARE『Wordless Anthology II 〜Masahiro Andoh Selection & Remix +1〜』（1999年2月20日発売）
  - 2006年に『Wordless Anthology IV』と『Wordless Anthology V』が発売されたことを契機にDSDマスタリングされて、『Wordless Anthology』シリーズの『I』と『III』とともに再発売されたベスト・アルバム。ベスト・アルバム用にリミックスしたものが収録されている。
- THE SQUARE『MOMENT -Memorial Live at Chicken George-』（2001年1月24日発売）
  - 2枚組のライブ・アルバム。「ADVENTURES」とのメドレーで演奏されている。
- 『THE SQUARE SINGLE COLLECTION』（2001年8月22日発売）
  - スクェアのシングル曲を集めたベスト・アルバム。
- 『Fusion Paradise -SKYBLUE SELECTION-』（2002年6月26日発売）
  - 日本のフュージョンのコンピレーション・アルバム。
- 和泉宏隆『22to26midnight』（2002年10月23日発売）
  - 和泉によるピアノソロヴァージョン。
  - 2005年に発売された『The Very Best Of Hirotaka Izumi』（韓国版ベスト）にも収録されている。
  - 後に、『22to26midnight』は『moon light』（2009年12月2日発売）として再発売された。
- T-SQUARE and FRIENDS『T comes back』（2003年9月18日発売）
  - アレンジも変わり、タイトルも『Omens of Love '03』に変更。
- 『CASIOPEA VS THE SQUARE LIVE』（2004年9月23日発売）
  - 初出は、2004年6月発売のTHE SQUAREのDVD『帰還完了報告』 (Disc3) であり、同じ公演が収録されている。
  - 2004年3月発売の同タイトルのDVDにも収録されている。ただし、別の日の公演を収録している。
- 和泉宏隆 トリオ『A Square Song Book』（2008年4月23日発売）
  - サンバ調のアレンジが施されている。
- T-SQUARE『宝曲 〜T-SQUARE plays THE SQUARE〜』（2010年10月27日発売）
  - アルバム収録曲はすべてTHE SQUARE時代の楽曲であり、現行メンバーによって、新録音されたセルフカバー・アルバム。
  - アレンジは原曲通りであるが、変更された部分を挙げると安藤のギターソロ部分などリニューアルした部分などもみられる。本作にかつてのメンバーである須藤満がサポートベーシストとして参加している。
- 和泉宏隆『COMPLETE SOLO PIANO WORKS I』（2019年10月16日発売）
  - 和泉によるピアノソロヴァージョン。
- T-SQUARE『Crème de la Crème』（2020年10月28日発売）
  - 当時メンバーだった河野啓三の退団を受けて制作されたセルフカバー・アルバム。
  - 変更点もあるが原曲通りのアレンジであり、安藤のギターソロ部分などオリジナルヴァージョンに戻っている部分もある。